# Neuhütten (Bajorország)
Neuhütten település Németországban, azon belül Bajorországban. Lakosainak száma 1128 fő (2023. december 31.). Neuhütten Wiesthal, Partensteiner Forst, Forst Lohrerstraße, Rothenbucher Forst, Forst Hain im Spessart, Heigenbrücken és Heinrichsthaler Forst községekkel határos.

## Népesség
A település népessége az elmúlt években az alábbi módon változott:
| Lakosok száma | 768  | 954  | 1085 | 1092 | 1198 | 1166 | 1169 | 1173 | 1105 | 1128 |
|               | 1875 | 1950 | 1975 | 1987 | 2012 | 2014 | 2016 | 2017 | 2021 | 2023 |